# Ormen i dybet
Ormen i dybet er det syvende tegneseriealbum i serien om Valhalla af Peter Madsen. Det udkom i 1991. Historien er skrevet ud fra fortællingen Thors besøg hos Hymer, hvor han forsøger at fange Midgårdsormen, der er berettet i Hymiskviða.
Det modtog prisen som Årets bedste album på Tegneseriemekka 1992 i Ballerup.

## Handling
Thor blander sig med de nye einherjer for at høre, hvordan hans ry er. Han finder af, at det i højere grad er Tyr de beundrer, og starter en slåskamp. Tyr får stoppet det, og de to kommer op at toppes om, hvem der er den mægtigste gud. Da nogen nævner at historien om Thors fisketur var mens Midgårdsormen da den var lille, får Thor til at drage afsted på fisketur med det samme for at bevise sit værd.
Tyr får Hejmdal med som dommer. De flyver afsted i Thors gedebukkevogn og drager mod den ydersted del af Udgård, hvor verdenshavene begynder. De stiller vognen og fortsætter til fods i det snedækkede landskab og når til sidst en gård. Hejmdal er angst for at overnatte hos jætterne, og Tyr bakker ham uventet op.
Thor fortsætter alligevel, og da døren åbnes kommer en gammel jættekone ud, og identificerer Tyr som hendes søn Snuske til Thors store underholdning. De bliver budt indenfor, men da Tyrs far nærmer sig gemme de sig alle i en stor gryde, af frygt for den store farlige jætte. Tjalfe og Thor letter på låget, og opdager, at det er jætten Hymer, som er Tyrs far. Med et brøl vælter Thor ud af gryden, mens det bliver klart for Hymer, hvem hans gæster er. Han forsøger at tampe Tyr med sit store krus, og Tyr er tydeligt bange. Thor tager kruset for at se nærmere på det, og får at vide, at det er gjort af oldefaderens kranie, og fædre har tampet deres børn med det i flere generationer. Selvom kruset ikke skulle kunne gå i stykker smadrer Thor det alligevel, da han kaster det i hovedet på Hymer, og det står klart, at det kun er små jættebørn, som har skullet være bange for det. Tyr bliver lettet.
Til Hymers store fortrydelse må han slagte en okse for at bespise sine gæster.
Næste dag tager Thor tager på fisketur med Hymer, og får ham til at ro meget længere ud en normalt. Hymer fanger fisk, men Thor bådens anker og sætter hovedet fra Hymers fedekalv på. Snart efter bider Midgårdsormen på krogen, og Thor kæmper med at få den hevet ind. Hymer ender med at bliver så bange, at han kapper torvet, så Midgårdsormen slipper fri til Thors store ærgrelse. 
Thor og Tyr slutter fred. Næste gang der kommer nye einherjer gemmer de sig begge blandt dem for at blive rost, men da de nye rekrutters store helt er Hejmdal bryder de ud i stor latter.